# Sikora
Sikora (Plural: Sikorowie) ist einer der ältesten polnischen Familiennamen.

## Häufigkeit
Den Familiennamen Sikora tragen in Polen ca. 40.000 Bürger. Außerhalb von Polen kommt der Name häufig in Deutschland, Tschechien, Österreich, Holland und den USA vor.

## Geschichte
Die älteste bekannte und dokumentierte Erwähnung des Namens stammt aus dem Jahre 1389. In den Krakauern Gerichtsakten wird ein „Piotr Sikora z Krzecuowej Woli h. Lis“ (Latein: nobilus Petrus Sicora h. Lis de Krzeczowa Wola) erwähnt. Bereits im 14. Jahrhundert wurden die Sikoras eine zahlreiche Ritterfamilie. Am häufigsten wurde der Name in der Region Sieradz sowie in Kleinpolen, Großpolen und Pommern erwähnt.
In Archiven wird eine Geschichte des Ritters „Maciej Sikora h. Lis“ und seiner sieben Söhne erwähnt, der im Jahre 1421 mit der Erlaubnis des polnischen Königs Władysław II. Jagiełło die Siedlung Sikory in Podlasie gegründet hat. Seine Nachkommen besiedelten zahlreich die Podlasie Region sowie die Grodno Region und die Smolensk Region.
Alle polnischen Ritter und Adeligen (Szlachta) mit dem Namen Sikora trugen das Wappen „Lis“.

## Herkunft
Der Name bezieht sich auf den Ort Sikor nahe Szreńsk im Powiat Mławski. Der Ortsname ist abgeleitet von dem Wort sikor, das im Altpolnischen das Stauen von Wasser auf einem Kanal bezeichnet, oder von dem Wort sikora, welches Meise bedeutet.

## Varianten
- Sikorski, Sikorka, Sikorowski, Schikora, Sykora, Schikorr, Szikora, Schikorra

## Namensträger
- Adam Sikora (Dichter) (1819–1871), polnischer Dichter
- Adam Sikora (Schauspieler) (* 1979), deutscher Schauspieler
- Adrian Sikora (Fußballspieler) (* 1980), polnischer Fußballspieler
- Adrian Sikora (Tennisspieler) (* 1988), slowakischer Tennisspieler
- Aleksandra Sikora (* 1991), polnische Fußballspielerin
- Alfons Sikora (* 1949), deutscher Fußballspieler
- Bernd Sikora (* 1940), deutscher Architekt, Designer und Autor
- Catherine Sikora (* um 1980), irische Jazz-Musikerin (Saxophon)
- Elżbieta Sikora (* 1943), polnische Komponistin
- Frank Sikora (* 1956), deutscher Jazzmusiker
- Franz Sikora (Forschungsreisender) (1863–1902), österreichischer Forschungsreisender und Sammler
- Franz Sikora (Maler) (1895–1980), deutscher Zeichner, Maler und Grafiker
- Friedhelm Sikora (1950–2013),  deutscher Schriftsteller und Rundfunkautor
- Gabriele Sikora (* 1950), deutsche Landespolitikerin (Nordrhein-Westfalen) (SPD)
- Gisela Kaempffe-Sikora (* 1938), deutsche Diplomatin
- Hilda Sikora (1889–1974), österreichische Mikrobiologin und Zeichnerin
- Josef Sikora, (1912–1945), deutscher römisch-katholischer Geistlicher und Märtyrer
- Joseph Sikora (* 1976), US-amerikanischer Schauspieler
- Juliet Sikora (* 1979), DJ aus Dortmund
- Jürgen Sikora (* 1943), deutscher Politiker
- Jürgen Nielsen-Sikora (* 1973), deutscher Historiker
- Michael Sikora (* 1961), deutscher Historiker und Hochschullehrer
- Miro Sikora (* 1957), deutsch-polnischer Eishockeyspieler und -funktionär
- Monika Sikora (* 1958), deutsche Tischtennisspielerin
- Petr Sikora (* 1970), tschechischer Eishockeyspieler
- Richard A. Sikora (* 1943), deutscher Phytomediziner
- Tomasz Sikora (* 1973), polnischer Biathlet
- Victor Sikora (* 1978), niederländischer Fußballspieler